# 경구개
경구개(硬口蓋) 또는 단단입천장은 입천장에서 비교적으로 단단한 부분을 말한다. 센입천장이 라고도 한다. 경구개는 두 개의 뼈로 이루어진 구조물로, 앞 2/3은 상악골, 뒤 1/3은 구개골로 이루어져 있다.이때  센입천장소리라는자음의 분류를 사용하기도 한다.

## 같이 보기
- 두경부 해부학
- 위턱뼈
- 입천장
- 연구개